# Pavel Kříž
Pavel Kříž (* 18. dubna 1961 Brno) je český herec a psychoterapeut.

## Životopis
Již v dětství byl členem amatérského souboru Pírko a dětského souboru Divadla na provázku. Jeho první divadelní scénou po absolvování Pražské konzervatoře v roce 1984 se stalo Divadlo E. F. Buriana, v roce 1987 nastoupil do Činoherního klubu.
Po své emigraci, nejprve do Velké Británie a odtud odešel později do Kanady, byl za opuštění republiky byl ve své nepřítomnosti odsouzen na pět let nepodmíněně. Ve Vancouveru, v roce 1987 vystudoval obor psychoterapie na University of British Columbia, kterému se věnoval. Avšak uplatnil se i jako herec, zahrál si v Americe, v texaském Houstonu, Shakespeara v originále. Vracel se do České republiky natáčet i pokračování „básnické“ hexalogie Dušana Kleina, jako Štěpán. Zahrál si hlavní roli i v dalším Kleinově filmu Andělské oči. Díky Dušanu Kleinovi se v roce 1996 vrátil zpět do Česka a věnuje se své původní herecké profesi. V letech 1996 až 2000 byl také členem činohry Národního divadla v Praze.
V roce 2010 účinkoval ve 4. ročníku taneční televizní soutěže StarDance …když hvězdy tančí vysílané živě v České televizi, tuto soutěž ovládl a vyhrál. Jeho taneční partnerkou byla Alice Stodůlková.
Jakožto Žid slaví Chanuku, ale i Vánoce.
V Kanadě poznal svou první ženu, ilustrátorku knih a filmovou animátorku Bonnie Glover, která zemřela. V červnu 2019 se znovu oženil, druhou manželkou se stala Jolana Křížová, rozená Kijonková, ředitelka Domova pro seniory.
Je diabetik. Věnuje se aktivní osvětě týkající se cukrovky a zdravotním omezením, které přináší.
Jako moderátor působil mj. v programu České televize Manažerem vlastního zdraví a Kousek nebe. Pořad byl postavený na neobyčejných příbězích obyčejných lidí, ať již těch co pomoc potřebují nebo těch, kteří pomoc dávají a mohou být příkladem pro ostatní.

## Filmografie
- 1981 – Kopretiny pro zámeckou paní
- 1981 – Jak svět přichází o básníky – role: Štepán Šafránek
- 1983 – O statečném kováři – role: Mikeš
- 1983 – Levé křídlo – role: Gustav
- 1984 – Atomová katedrála – role: Rosťa Hlaváč
- 1985 – Noc smaragdového měsíce – role: Honza
- 1985 – Jak básníci přicházejí o iluze – role: Štepán Šafránek
- 1987 – Kdo se bojí, utíká – role: Dudek
- 1987 – Jak básníkům chutná život – role: Štepán Šafránek
- 1993 – Konec básníků v Čechách – role: Štepán Šafránek
- 1994 – Andělské oči – role: Bucifal
- 1998 – Stůj, nebo se netrefím – role: Ebermann
- 1999 – Červený Bedrník (Scarlet Pimpernel, The) – role: důstojník
- 1999 – Hotel Herbich – role: Dr. Kraus
- 2000 – Powers
- 2000 – Na zámku
- 2001 – Vzkříšení (Resurrezione)
- 2001 – Přízraky mezi námi – role: pan Vodák
- 2001 – Adam a Eva 2001 – role: Adamův otec
- 2002 – Vůně vanilky
- 2002 – Doktor Živago (Doctor Zhivago) – role: Palyk
- 2003 – O svatebni krajce – role: italský architekt
- 2003 – Kobova garáž
- 2003 – Děti Duny (TV seriál) (Children of Dune) – role: Al-Fali
- 2004 – Rex-patriates
- 2004 – Jak básníci neztrácejí naději – role: Štěpán Šafránek
- 2005 – Ulice – role: Petr Boháč
- 2005 – Útěk z Colditzu (Colditz) – role: Leipzig Contact
- 2005 – Hop nebo trop – role: Dušek, otec Ondřeje a Marcely
- 2007 – Škola ve mlejně
- 2009 – Kněžna Libuše (The Pagan Queen) – role: Domaslav
- 2009 – Odsouzené (Odsúdené) – role: ředitel věznice
- 2009 – Ať žijí rytíři! – role: Albrecht z Krvenos
- 2009 – První krok – role: Max Řezníček
- 2011 – Mission: Impossible – Ghost Protocol – role: Marek Stefanski
- 2012 – Kriminálka Anděl, díl Tajné pohřby – role: fotograf Alexandr Knap
- 2012 – Ztracená brána – role: Samuel Goldstein
- 2012 – Šťastný smolař
- 2012 – Dvanáct měsíčků – role: Říjen
- 2014 – První republika – role: advokát Benoni
- 2014 – Mazalové (TV seriál)
- 2015 – Korunní princ – role: sluha Pakosta
- 2016 – Lída Baarová – role: Adolf Hitler
- 2016 – Jak básníci čekají na zázrak – role: Štěpán Šafránek
- 2017 – Muzzikanti – role: Izzi
- 2017 – Labyrint – role: advokát Kobza
- 2018 – Zoufalé ženy dělají zoufalé věci – role: farář/ďábel/svatý Petr
- 2018 – Marie Terezie – role: hrabě Lorenz
- 2018 – Věčně tvá nevěrná – role: zubař Adam
- 2018 – Lynč – role: Vladimír Svoboda
- 2018 – Kouzelník Žito – role: kníže z Oberbachu
- 2019 – Pražské orgie – role: Bolotka
- 2019 – Klec – role: člen komise na DAMU
- 2019 – Nabarvené ptáče – role: horlivý muž
- 2019 – Čarovný kamínek – role: správce
- 2020 – Můj příběh – role: hvězdář
- 2020 – Anatomie zrady – role: tajemník Edvarda Beneše
- 2020 – Veterán – role: Kadlec
- 2020 – Místo zločinu Ostrava – role: Leoš Kubelík
- 2021 – Ordinace v růžové zahradě 2 – role: drogový dealer Tibor Foldýn
- 2022 – Vánoční příběh – role: taxikář Mirísek
- 2022 – The Devil Conspiracy (USA)
- 2023 – Romi (Kanada)
- 2024 – Princezna na hrášku
- 2025 – Máma (TV film)

## Rozhlas
- Eugene O'Neill: Tak trochu básník, překlad: Břetislav Hodek, rozhlasová úprava: Marie Říhová, dramaturgie: Jiří Hubička, režie: Lída Engelová. Osoby a obsazení: Cornelius Melody (Alois Švehlík), Nora (Dana Syslová), Sára (Lenka Krobotová), Mickey Maloy (Pavel Kříž), Jamie Gregan (Svatopluk Skopal), Deborah Harfordová (Jana Preissová), O´Dowd (Zdeněk Maryška), Dan Rocha (Jan Szymik) a Nicholas Gadsby (Jaromír Meduna), natočeno v Českém rozhlasu v roce 1999.[8]